# Frohnholzbach
Der Frohnholzbach ist ein rechter Zufluss des Godesberger Bachs in Bonn, Stadtbezirk Bad Godesberg. Seine Gesamtlänge beträgt etwa 700 Meter, sein Einzugsbereich umfasst 30 Hektar.

## Verlauf
Der Bach ist ein Waldbach. Er verfügt über eine artenreiche Fauna und beherbergt seltene, gefährdete Arten. Er ist ein typischer Lebensraum für Amphibienlarven.